# Quiroga (Imbabura)

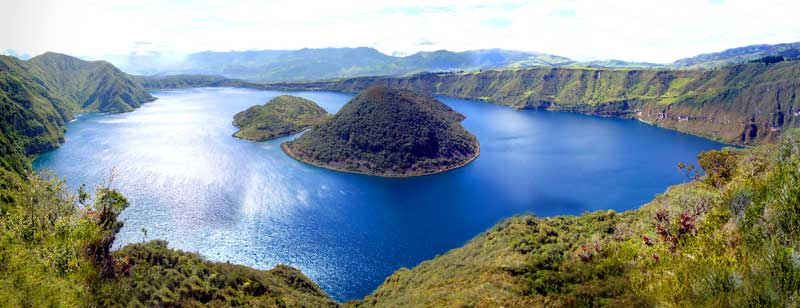
Laguna Cuicocha

Quiroga ist eine Ortschaft und eine Parroquia rural („ländliches Kirchspiel“) im Kanton Cotacachi der ecuadorianischen Provinz Imbabura. Die Parroquia besitzt eine Fläche von 68,3 km². Die Einwohnerzahl lag im Jahr 2010 bei 6454. Die Parroquia wurde am 19. März 1913 gegründet.

## Lage
Die Parroquia Quiroga liegt in den Anden. Der Hauptort Quiroga befindet sich auf einer Höhe von 2510 m, 2,5 km westsüdwestlich vom Kantonshauptort Cotacachi sowie 19 km westsüdwestlich der Provinzhauptstadt Ibarra. Die Parroquia besitzt eine Längsausdehnung in Ost-West-Richtung von 24 km. Sie umfasst die südliche Hälfte des in einer Caldera gelegenen Kratersee Cuicocha.
Die Parroquia Quiroga grenzt im Norden an die Parroquias Plaza Gutiérrez und Cotacachi, im Südosten an Otavalo sowie im Süden an die Parroquias San José de Quichinche und Selva Alegre.